# Zentropa (Filmunternehmen)
Zentropa ist eine dänische Filmproduktionsfirma, die sowohl Kino- als auch Fernsehfilme und -serien herstellt. Ihr Hauptsitz und ihre Studios befinden sich im Kopenhagener Vorort Hvidovre. Darüber hinaus gehören Zentropa eine Reihe von Tochtergesellschaften in Europa.
Mit circa 135 festen und bis zu 450 freien Mitarbeitern ist Zentropa die größte Produktionsfirma Dänemarks.
Zentropa wurde 1992 von Regisseur Lars von Trier und Produzent Peter Aalbæk Jensen gegründet und stellt vornehmlich Independentfilme her. Viele der von Zentropa produzierten Filme haben internationale Filmpreise gewonnen und spielten eine große Rolle bei der Entwicklung der Dogma-95-Bewegung.
Zentropa produzierte u. a. Pornofilme wie Constance (1998), Pink Prison (1999), HotMen CoolBoyz (2000) und All About Anna (2005).
2008 erwarb die Egmont Foundation einen 50 %-Anteil am Unternehmen.

## Filmografie (Auswahl)
- 1993: Pretty Boy (Smukke dreng)
- 1994: Hospital der Geister (Riget I)
- 1995: Eine Göttliche Komödie (A Comédia de Deus)
- 1995: Cold Fever (Á köldum klaka)
- 1996: Breaking the Waves
- 1997: Hospital der Geister (Riget II)
- 1998: Constance
- 1998: Raus aus Åmål (Fucking Åmål)
- 1998: Idioten (Idioterne)
- 1998: Tráfico
- 1999: Mifune – Dogma III (Mifunes sidste sang)
- 1999: Hinter Gittern gevögelt (Pink Prison)
- 1999: Besessen (Possession)
- 1999: Rembrandt
- 2000: 101 Reykjavík
- 2000: Dancer in the Dark
- 2000: Italienisch für Anfänger (Italiensk for begyndere)
- 2000: Zusammen! (Tillsammans!)
- 2001: Don’s Plum
- 2002: Lilja 4-ever
- 2003: Dogville
- 2003: Dogville Confessions
- 2003: The Five Obstructions (De fem benspænd)
- 2004: Ungdommens råskap
- 2004: Strings – Fäden des Schicksals (Strings)
- 2005: All About Anna
- 2005: Manderlay
- 2006: Nach der Hochzeit (Efter brylluppet)
- 2008: Wen du fürchtest (Den du frygter)
- 2009: Antichrist
- 2011: Melancholia
- 2012: Die Königin und der Leibarzt (En kongelig affære)
- 2020: Der Rausch (Another Round)